# شهربیجار
شهربیجار، روستایی از توابع بخش رحمت‌آباد و بلوکات شهرستان رودبار در استان گیلان ایران است. این روستا در فاصله ۲۵ کیلومتری مرکز استان یعنی رشت و در فاصله ۳۵ کیلومتری مرکز شهرستان یعنی رودبار قرار گرفته است.

## جمعیت
این روستا در دهستان بلوکات قرار دارد و براساس سرشماری مرکز آمار ایران در سال ۱۳۸۵، جمعیت آن ۸۹۴ نفر(۲۳۲خانوار) بوده است.